# Iona Station
Iona Station je osada v okresu Elgin County, v kanadské provincii Ontario při severním břehu Erijského jezera.
Slovo „station“ v názvu je odvozeno od Kanadské jižní železnice (Canada Southern Railroad).
Jedná se o tzv. unincorporated area, tedy o slabě obydlenou oblast bez vlastní správy, která není samostatným právním subjektem.
Iona Station je rodištěm kanadsko-amerického ekonoma Johna Kennetha Galbraitha (1908–2006). Osada, její okolí, historie a kultura jsou popsány v jeho románu The Scotch (1964).